# 中华人民共和国法律服务业
中华人民共和国法律服务业是指中华人民共和国的法律服务业。随着中国经济的发展和民主进程的推进，法律服务业也飞速发展，并取得了显著成就。

## 律师
律师队伍日益壮大，初步形成了具有较高素质的律师职业群体。随着法律服务领域不断拓展，律师职能作用日益凸现。广大律师投身国家的经济建设和民主法制建设，不断拓展业务领域，提供各类法律服务。积极参与诉讼活动，担任各类案件的代理人，辩护人，在维护委托人的合法，维护法律的正确实施等方面发挥了不可替代的作用。目前，律师行业自律体系已基本形成，由司法行政机关的宏观管理与律师协会的行业管理相结合的律师管理体制正在不断健全和完善。

### 中国律师事务所及外国代表处
早在1992年，中国就开始了外国和香港律师事务所在华（内地）设立办事处的试点，拉开了法律服务业对外开放的序幕。加入WTO以后，中国法律服务市场对外开放的步伐进一步加快。中国政府认真履行入世承诺，取消了外国律师事务所驻华代表机构设立的数量限制，开办城市的限制，放宽了代表机构及其代表的业务活动范围。但是，外国律师事务所在中国的业务范围仍然受到诸多限制，例如，不得雇用中国执业律师、不得从事中国法律事务（包括诉讼等）。近年来，国内一些大型律师事务所也纷纷向海外拓展，如金杜律师事务所，在美国，日本已设立其境外分支机构。同时，与国际同行开展各种形式的合作和联盟。

中国律师法律行业的发展离不开良好的国内国际环境，离不开国际法律服务业的关注和支持。在不断提高国内律师行业的整体素质和国际竞争力的前提下，相信中国律师行业的发展会取得更大的成效和长远的进步。